# Skuggan (1953)
Skuggan är en svensk svartvit dramafilm från 1953 med regi och manus av Kenne Fant. Filmen är Fants debut som långfilmsregissör och i huvudrollen som Erik Vender ses Georg Rydeberg.

## Handling
Erik Vender är bibliotekarie och gift med Vivianne. Vivianne var tidigare gift med en känd advokat, som dock avled när deras gemensamma dotter var liten.
En kväll ber Vivianne Erik att läsa igenom ett romanutkast (Skuggan). Innehållet gör starkt intryck på honom och Vivianne förklarar att det är hennes exmake som skrivit boken. Hon vill nu att Erik ska publicera romanen i sitt namn och efter mycket vacklande går han med på det. Boken blir en succé och Erik får motta ett litteraturpris. Vivianne njuter av framgångarna men Erik kan inte glädjas då han känner sig som en bluff. Han går hela tiden och oroar sig för att sanningen ska uppdagas och börjar därför att missköta sitt jobb och dricka för mycket. Till slut blir han intagen på mentalsjukhus.
Styvdottern Eva får till slut reda på sanningen och inser att hon måste förlåta sin styvfar. Hon beger sig till sjukhuset och omfamnar honom och doktorn bedömer chanserna för ett tillfrisknande som goda. För Eriks del återstår bara att i det offentliga erkänna sin bluff, något som hustrun motsätter sig att han ska göra. Han väljer dock att trotsa henne.

## Om filmen
Skuggan spelades in mellan slutet av januari och mitten av mars 1953 i Svenska AB Nordisk Tonefilms ateljéer, Stockholms stadsbibliotek, Nationalmuseum, Kungliga Dramatiska Teatern, Odenplans tunnelbanestation, Slussen och Strömmen, alla belägna i Stockholm. Fotograf var Kalle Bergholm, kompositör Sven Sköld och klippare Lennart Wallén. Filmen premiärvisades den 25 april 1953 på biograf Olympia i Stockholm. Den är 79 minuter lång och tillåten från 15 år.

## Rollista
- Georg Rydeberg – Erik Vender, bibliotekstjänsteman
- Eva Dahlbeck – Vivianne, Eriks hustru
- Pia Arnell – Eva, Viviannes dotter från ett tidigare äktenskap
- Björn Bjelfvenstam – Frigge Berggren, biblioteksbiträde, Evas pojkvän
- Hugo Björne – bokförläggare på Stora Förlaget
- Gunnar Sjöberg – psykiatrisk läkare på mentalsjukhuset
- Olav Riégo – stadsbibliotekarien
- Gull Natorp – äldre författarbeundrare på teatern
- Märta Arbin – syster Karin, sköterska på mentalsjukhuset
- Olle Hilding – doktor Berggren, Venders husläkare

Ej krediterade
- Emmy Albiin – dam med signerad bok
- Hanny Schedin – låntagare på stadsbiblioteket
- Wiktor "Kulörten" Andersson – receptionist på bokförlaget
- Sven Holmberg – journalist
- Rune Stylander – journalist
- Per-Axel Arosenius – journalist
- Bertil Crone – journalist
- Willy Keidser	– journalist
- Per Sjöstrand – pressfotograf på teatern
- Chris Wahlström – kontrollant på biblioteket

### Fotnoter
1. 1 2 3 4 5  ”Skuggan”. Svensk Filmdatabas. http://sfi.se/sv/svensk-filmdatabas/Item/?itemid=4386&type=MOVIE&iv=Basic&ref=/templates/SwedishFilmSearchResult.aspx?id%3d1225%26epslanguage%3dsv%26searchword%3dskuggan%26type%3dMovieTitle%26match%3dIdentical%26page%3d1%26prom%3dFalse. Läst 9 april 2013.
2. ↑  Dagens Nyheter, 25 april 1953, sid. 27